# 霞飞路 (上海)

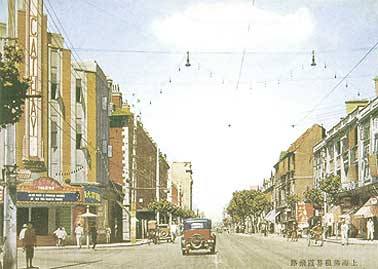
1930年代的霞飞路與迈尔西爱路交匯路口，国泰大戏院一带

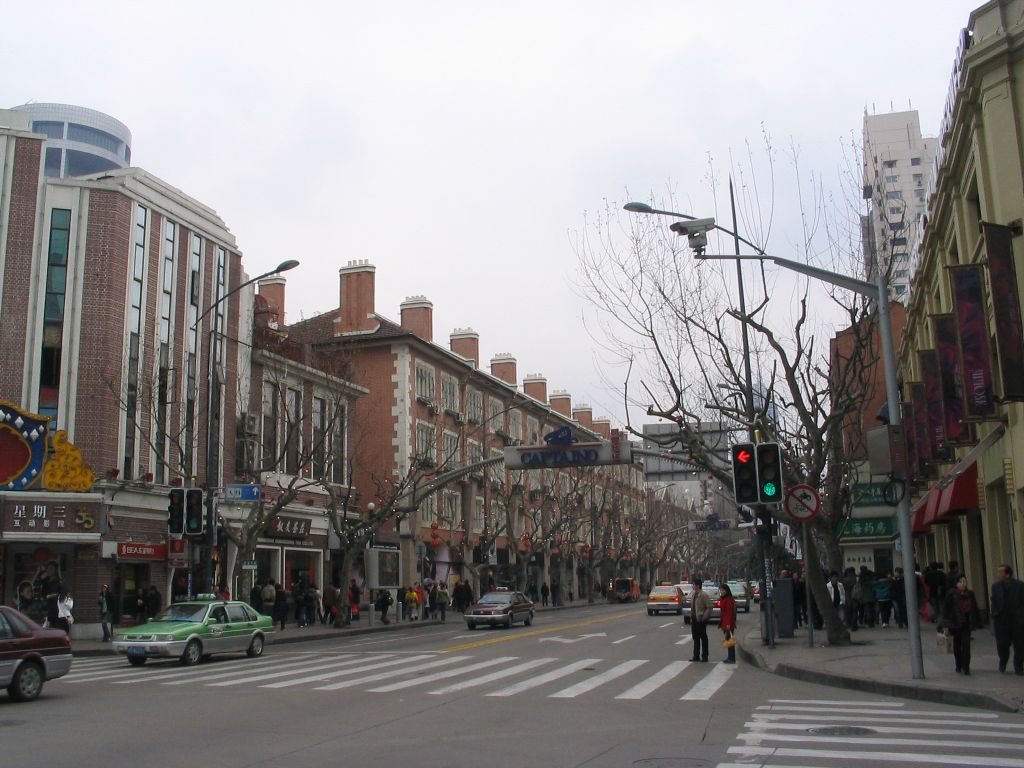
21世纪初的同一路口：淮海中路（原霞飞路）與茂名南路（原迈尔西爱路）交匯路口，国泰电影院一带

上海市淮海中路在1915年到1943年之间名为霞飞路，以法国元帅約瑟夫·霞飛的名字命名。当时是横贯原上海法租界的一条主干道。

## 开辟
霞飞路东起敏体尼荫路（今西藏南路），西至海格路（今华山路），全长5500米。霞飞路是1900年有法租界公董局兴建，最初的名称是西江路，1906年改名宝昌路（Route Paul Brunat），1915年6月更名霞飞路（Avenue Joffre），1922年3月，由法国将军霞飞举行揭牌仪式。
1908年，法商电车公司开通自十六铺经公馆马路、宝昌路至徐家汇的有轨电车，由于交通便利，居民增多。
1943年，汪精卫政权接收上海法租界，将霞飞路改名为泰山路。
1945年10月，更名林森路，以纪念原国民政府主席林森（1867～1943），以西藏路为界，分别称林森东路、林森中路。1950年5月25日，更名淮海路，以纪念淮海战役的胜利。西藏路以东部分称淮海东路，以西至华山路部分称淮海中路。
淮海西路东起华山路，西迄凯旋路，始筑于1925年，系法公董局越界所筑，原名乔敦路（Jordan Road），以英国驻华公使名命名，1933年改名庐山路，1945年更名林森西路，1950年更名淮海西路。

## 特色
霞飞路东段在1900年－1914年之间建成，是传统的华人商住区，多石库门里弄住宅；西段在1920年代形成大规模的高级住宅区，花园洋房和高级公寓较多，是美英侨民和中国上层人物的主要聚居地；中段则是在1930年代，随着大批白俄难民的到来，形成富有异国情调的高雅商业街。明星咖啡館、时装店、洋货店、食品店、珠宝店鳞次栉比。400多家各类商店中集中了上百家闻名遐迩的老店、名店。

## 沿路近代建筑
- 197号：宝昌路消防站
- 235号：霞飞路巡捕房、卢湾区职业教育中心
- 358弄：尚贤坊
- 375号：法租界公董局、中环广场裙楼

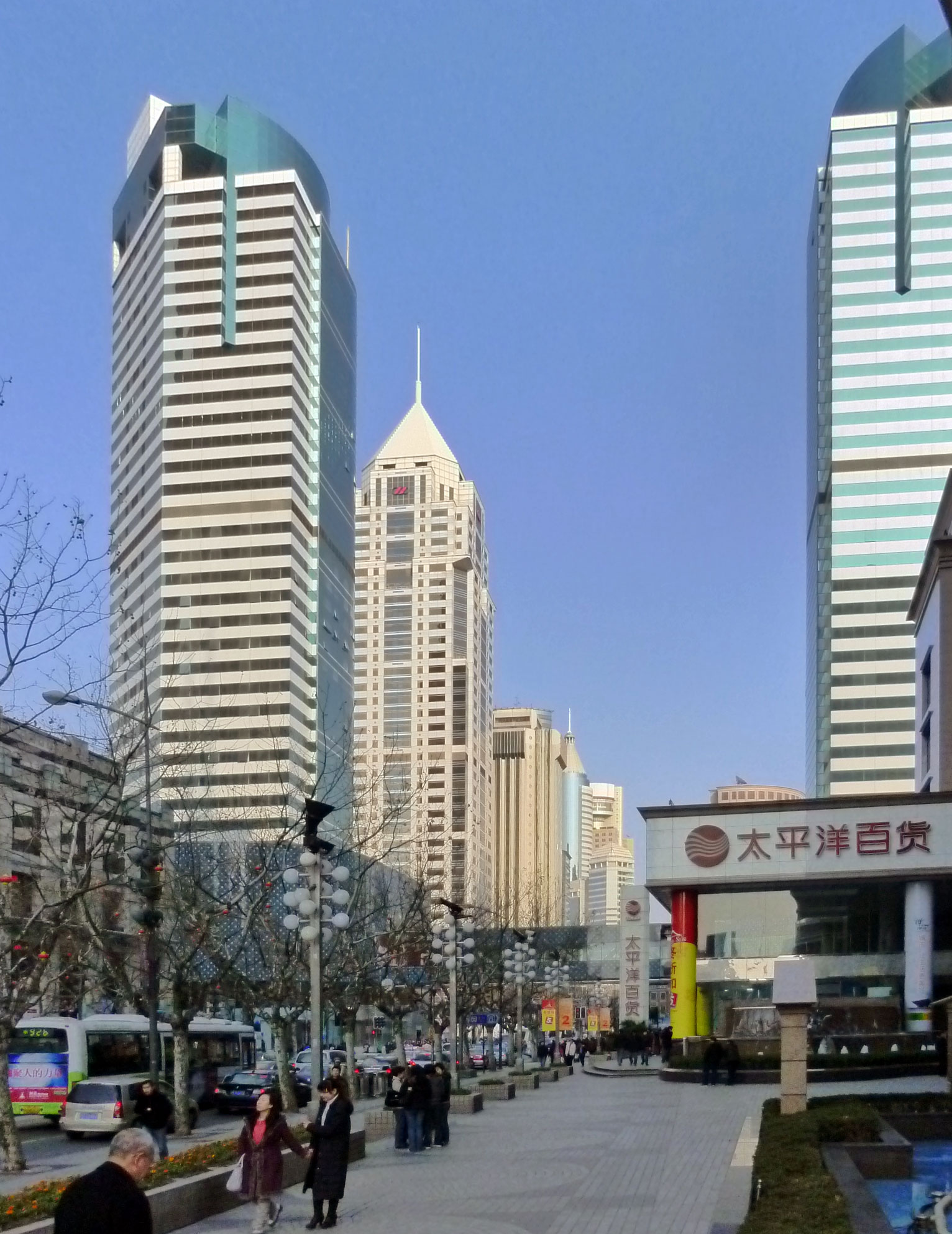
今天的淮海路（原霞飞路）一带有不少商业樓宇

- 449-479号（吕班路口）：培恩公寓、培文公寓
- 468-494号：康绥公寓
- 481号（华龙路口）：永业大楼
- 538-544号：飞龙公寓
- 567弄：渔阳里（6号：中国社会主义青年团中央机关旧址）
- 584弄：飞霞别墅
- 622弄：泰山公寓
- 796号：花园住宅、历峰双墅
- 816弄：国泰公寓
- 870号：国泰大戏院/国泰电影院
- 927弄：霞飞坊：新式里弄（64号：许广平旧居，1927年）
- 1082号：花园住宅、东湖宾馆七号楼
- 1110号：花园住宅、东湖宾馆
- 1131号南楼：席宅、比利时领事馆/达芬奇集团
- 1154-1170号、1160-1164号：亨利公寓/淮中大楼
- 1202号：盖司康公寓/淮海公寓
- 1204～1218号：淮海公寓二号楼，1935年
- 1209号：犹太富商安德华·爱滋拉住宅、上海市武警总队、c花园住宅
- 1273弄：新康花园
- 1276～1292号：住宅
- 1285弄1-77号：沙发花园、上方花园（24号：张元济故居）
- 1300～1326号：恩派亚大厦/皇家公寓
- 1350弄：愉园公寓、愉园1-16号
- 1414号1号楼：花园住宅、上海市武警总队家属楼
- 1431号：住宅、法国总领事馆
- 1469号：住宅、美国总领事馆
- 1487弄1～56号：上海新村
- 15l7号：盛宣怀住宅、日本领事馆
- 1554-1568号：林肯公寓/曙光公寓
- 1610弄1-8号：逸村
- 1634号：花园住宅/科技情报所、上海市科学技术委员会
- 1670弄1-32号：中南新村
- 1706号：吴兴公寓
- 1754弄全部：花园住宅
- 1818弄1～8号：住宅，1934年
- 1836-1858号：诺曼底大楼、东美特公寓/武康大楼
- 1843号：上海宋庆龄故居
- 1897号：花园住宅
- 2068号：又斯登公寓/登云公寓

## 与霞飞路交汇的道路（由东向西）
- 敏体尼荫路（Boulevard de Montigny）/西藏南路
- 格洛克路（Rue Brodie A.Clark）/柳林路
- 麦高包禄路（Rue Marco Polo）/龙门路
- 维尔蒙路（Rue Vouillemont）/普安路
- 葛罗路（Rue Baron Cros）/嵩山路
- 白莱尼蒙马浪路（Rue Brenier de Montmorand）/马当路
- 贝勒路（Rue Amiral Bayle）/黄陂南路
- 萨坡赛路（Rue Chapsal）/淡水路
- 吕班路（Avenue Dubail）/重庆南路
- 华龙路（Route Voyron）/雁荡路
- 贝谛鏖路（Rue Lieutenant Petiot）/成都南路
- 马斯南路（Rue Massenet）/思南路
- 圣母院路（Route des Soeurs）/瑞金一路
- 金神父路（Route Pere Robert）/瑞金二路
- 迈尔西爱路（Route Cardinal Mercier）/茂名南路
- 亚尔培路（Avenue du Roi Albert）/陕西南路
- 拉都路（Route Tenant de la Tour）/襄阳南路
- 劳尔登路（Rue L.Lorton）/襄阳北路
- 杜美路（Route Doumer）/东湖路
- 毕勋路（Route Pichon）/汾阳路
- 麦阳路（Route Mayen）/华亭路
- 善钟路（Route de Say Zoong）/常熟路
- 宝建路（Route Pottier）/宝庆路
- 麦琪路Route Alfread Magy/乌鲁木齐中路
- 巨福路（Route Louis Dufour）/乌鲁木齐南路
- 辣斐德路（Route Lafayette）/复兴中路
- 白赛仲路（Route Gustave de Boissezon）/复兴西路
- 居尔典路（Route A.Charles Culty）/湖南路
- 高恩路（Route Andre Cohen）/高安路
- 潘馨路（Route Pershing）/吴兴路
- 福开森路（Route Ferguson）/武康路
- 雷上达路（Route Legendre）/兴国路
- 爱棠路（Route Edan）/余庆路
- 姚主教路（Route Mgr. Prosper paris）/天平路
- 海格路（Avenue Haig）/华山路